# Penetopteryx
Penetopteryx is een geslacht van straalvinnige vissen uit de familie van zeenaalden en zeepaardjes (Syngnathidae). Het geslacht is voor het eerst wetenschappelijk beschreven in 1881 door Lunel.

## Soorten
- Penetopteryx nanus (Rosén, 1911)
- Penetopteryx taeniocephalus Lunel, 1881